# Seoul
Seoul (koreansk: 서울  ( hør)) er Sydkoreas hovedstad. Seoul har 9.668.465(2020) indbyggere. Seoul metroområde har 24.105.000(2016) indbyggere, det femtestørste byområde i Asien.
Seoul ligger i landets nordvestlige del – lige syd for Nordkoreas grænse og DMZ-zonen. Byen rummer halvdelen af Sydkoreas befolkning og dominerer landets erhvervsliv, administration og kulturliv. Sydkoreas centralbank, Bank of Korea, har også til huse i byen.
Klimaet er tempereret, med varme somre og kølige vintre. Seoul har en fast monsun-tid i den tidlige sommer, hvor 70% af det årlige nedbør falder. I foråret kommer der nogle gange gult støv fra Mongoliet til byen og lægger sig over alt. Byen ligger ved Han-floden og omgivet af bjerge.
Seoul har en undergrundsbane med 9 linjer som transporterer 8 millioner mennesker hver dag.

## Historie
Byens historie strækker sig tilbage til år 18 f.Kr. da byen Wiryeseong blev bygget, som en af de to hovedstæder i kongedømmet Baekje.
Byen har været koreansk hovedstad siden 1394 under varierende kongedømmer og herskere. Man finder i dag resterne af den oprindelige by i udkanten af Seoul.
Under Koreakrigen blev Seoul erobret og generobret mange gange og blev lagt fuldstændig i ruiner og mere end 200.000 bygninger var ødelagt. Efter krigen blev byen genopbygget og har været igennem en nærmest eksplosiv vækst med en mangedobling af indbyggertallet, der i 1955 var anslået til 1.5 millioner mennesker. I 1960 var der omkring 2,3 millioner mennesker, og det voksede til godt 10 millioner i 1990.
Seoul var værtsby for de olympiske sommerlege i 1988.

## Administrativ inddeling
Seoul er opdelt i 25 gu (eller bydele) som igen er opdelt i 522 dong som igen er opdelt i 13.787 tong som til slut udgør 102.796 ban. De 25 bydele er:
| gu            | koreansk           | gu              | koreansk           | Seouls gu |
| ------------- | ------------------ | --------------- | ------------------ | --------- |
| Dobong-gu     | 도봉구; 道峰區     | Jung-gu         | 중구; 中區         |           |
| Dongdaemun-gu | 동대문구; 東大門區 | Jungnang-gu     | 중랑구; 中浪區     |           |
| Dongjak-gu    | 동작구; 銅雀區     | Mapo-gu         | 마포구; 麻浦區     |           |
| Eunpyeong-gu  | 은평구; 恩平區     | Nowon-gu        | 노원구; 蘆原區     |           |
| Gangbuk-gu    | 강북구; 江北區     | Seocho-gu       | 서초구; 瑞草區     |           |
| Gangdong-gu   | 강동구; 江東區     | Seodaemun-gu    | 서대문구; 西大門區 |           |
| Gangnam-gu    | 강남구; 江南區     | Seongbuk-gu     | 성북구; 城北區     |           |
| Gangseo-gu    | 강서구; 江西區     | Seongdong-gu    | 성동구; 城東區     |           |
| Geumcheon-gu  | 금천구; 衿川區     | Songpa-gu       | 송파구; 松坡區     |           |
| Guro-gu       | 구로구; 九老區     | Yangcheon-gu    | 양천구; 陽川區     |           |
| Gwanak-gu     | 관악구; 冠岳區     | Yeongdeungpo-gu | 영등포구; 永登浦區 |           |
| Gwangjin-gu   | 광진구; 廣津區     | Yongsan-gu      | 용산구; 龍山區     |           |
| Jongno-gu     | 종로구; 鍾路區     |                 |                    |           |

## Personer fra Seoul
- John Cho (1972-)
- PSY (1977-), sanger, født i Gangnam (Seoul)
- Lee Jun-seok (1985-), politiker, partileder[5]

## Venskabsbyer
Seoul har mange venskabsbyer. Året venskabet blev grundlagt er i parentes.
| - Taipei, Republikken Kina (1968) - Ankara, Tyrkiet (1971) - Guam (USA) (1973) - Honolulu, USA (1973) - San Francisco, USA (1976) - São Paulo, Brasilien (1977) - Bogotá, Colombia (1982) - Jakarta, Indonesien (1984) - Tokyo, Japan (1988) - Moskva, Rusland (1991) - Paris, Frankrig (1991) | - Sydney, Australien (1991) - Beijing, Folkerepublikken Kina (1992) - Ulaanbaatar, Mongoliet (1995) - Hanoi, Vietnam (1996) - Warszawa, Polen (1996) - Cairo, Egypten (1997) - Rom, Italien (2000) - Astana, Kasakhstan (2004) - Athen, Grækenland (2006) - Bangkok, Thailand (2006) - Washington, USA (2006) |